# Forcipomyia leptolepis
Forcipomyia leptolepis är en tvåvingeart som beskrevs av Krivosheina et Remm 1974. Forcipomyia leptolepis ingår i släktet Forcipomyia och familjen svidknott. Inga underarter finns listade i Catalogue of Life.